# Osteocephalus verruciger
Osteocephalus verruciger är en groddjursart som först beskrevs av Werner 1901.  Osteocephalus verruciger ingår i släktet Osteocephalus och familjen lövgrodor. IUCN kategoriserar arten globalt som livskraftig. Inga underarter finns listade i Catalogue of Life.